# 井上岳志
井上 岳志（いのうえ たけし、1989年12月1日 - ）は、日本の元プロボクサー。東京都足立区出身。ワールドスポーツボクシングジムに所属していた。第37代日本スーパーウェルター級王者、第35代・第38代OPBF東洋太平洋スーパーウェルター級王者、元WBOアジア太平洋スーパーウェルター級王者。

## 人物
小・中学校ではサッカーをやっており、ボクシングは中学3年生から始めた。
駿台学園高校時代は国体優勝を果たして、法政大学ではボクシング部主将を務めた。
強化指定選手に選ばれたが五輪出場は果たせなかった。

## 来歴
2013年11月14日、後楽園ホールで米澤重隆の引退スパーリングの相手を務めた後、ワールドスポーツボクシングジムからのプロ入りを表明した。
2014年8月2日、足立区総合スポーツセンターで永田大士とのプロデビュー戦に臨んで、0-1の引き分けで終わったが、同年11月14日に行われた試合にて3回1分18秒KO勝ちでプロ初白星を挙げた。
2015年2月、小口幸太に勝利して同月にJBCの発表した最新ランキングで初めてウェルター級日本ランク入りを果たす。
その後6連勝して2017年1月14日に後楽園ホールで行われた「第557回ダイナミックグローブ」にて渡部あきのりとスーパーウェルター級8回戦を行い、3-0（78-74×2、79-73）で判定勝ちを収めた。なおこの試合で東日本ボクシング協会から2017年1月度月間賞新鋭賞を受賞した。
同年4月25日に後楽園ホールで行われた「DANGAN180」のメインイベントにて日本スーパーウェルター級1位の斉藤幸伸丸と日本スーパーウェルター級王座決定戦を行い、7回1分10秒TKO勝ちを収めて日本王座獲得に成功した。
また同年8月10日に後楽園ホールで行われた「ダイヤモンドグローブ」のセミで日本スーパーウェルター級1位の長濱陸と日本スーパーウェルター級タイトルマッチを行い、8回1分52秒TKO勝ちを収めて日本王座初防衛に成功した。そして同年11月10日に後楽園ホールでOPBF東洋太平洋スーパーウェルター級王者のラーチャシー・シットサイトーンとOPBF東洋太平洋並びにWBOアジアパシフィックスーパーウェルター級タイトルマッチを行い、8回2分51秒TKO勝ちを収めOPBF王座及びWBOアジアパシフィック王座を獲得した。
2018年1月17日付で日本スーパーウェルター級王座を返上。同年4月26日に後楽園ホールで野中悠樹とIBF世界スーパーウェルター級2位決定戦を行い、12回3-0（115-113、116-113、116-112）の判定勝ちを収め指名挑戦者になっているジュリアン・ウィリアムズとの指名挑戦者決定戦を行える権利を獲得した。
同年12月5日、2019年1月26日にWBO世界スーパーウェルター級王者のハイメ・ムンギアとWBO世界同級タイトルマッチを行うことが発表された。また同月中にOPBF東洋太平洋スーパーウェルター級王座を返上、2019年1月11日に発表されたWBOアジアパシフィックランキングでは、同級王座を返上したことも判明した。
2019年1月26日、ヒューストンのトヨタ・センターでWBO世界スーパーウェルター級王者のハイメ・ムンギアに挑戦するも、プロ初黒星となる12回0-3（108-120×2、109-119）の判定負けを喫し王座獲得とはならなかった。
2019年8月3日、後楽園ホールで再起戦としてパトムサック・パトンポートンと以前保持していたWBOアジアパシフィックスーパーウェルター級王座決定戦を行い、2回2分24秒KO勝ちを収め王座に返り咲いた。
2019年10月19日、タイ・バンコクでアニルット・ネルンディとノンタイトル戦を行い、1回1分39秒TKO勝ちを収めた。
2020年1月18日、後楽園ホールでWBOアジアパシフィックスーパーウェルター級4位の蘇程を相手に防衛戦を行い、2回終了時に蘇陣営が棄権を要請したことにより2回終了TKO勝ちを収め、初防衛に成功した。
2020年11月7日、後楽園ホールで日本ミドル級13位のワチュク・ナァツとノンタイトルで対戦し、8回3-0（78-75、78-74、79-73）で判定勝ちを収めた。
2021年2月11日、国立代々木競技場で開催のチャリティーボクシングイベント『LEGEND』で東京五輪ミドル級日本代表・森脇唯人とエキシビジョンマッチを行った。
2021年11月17日、オーストラリア・シドニーのクードス・バンク・アリーナでWBOアジアパシフィックスーパーウェルター級1位のティム・チューとWBOアジアパシフィックおよびJBC非公認のWBOグローバル同級王座統一戦を行い、12回0-3（107-120、108-119×2）の判定負けを喫し王座統一に失敗、WBOアジアパシフィック王座から陥落した。
2022年11月5日、後楽園ホールでWBOアジアパシフィックスーパーウェルター級4位の丸木凌介とOPBF東洋太平洋並びにWBOアジアパシフィック同級王座決定戦を行い、6回2分31秒TKO勝ちを収めWBOアジアパシフィック王座とOPBF王座返り咲きに成功し、再び2冠王者となった。
2023年5月13日、フィリピン・マニラのオカダマニラホテル&カジノでWBOアジアパシフィックスーパーウェルター級8位のウェルジョン・ミンドロと対戦し、12回1-1（114-114、117-111、113-115）の判定で引き分けるも、初防衛に成功した。
2023年10月12日、有明アリーナで開催された「FEDELTA presents TREASURE BOXING PROMOTION 4」にてWBOアジアパシフィックスーパーウェルター級15位のサェンガナン・シットサイトーンとWBOアジアパシフィック同級タイトルマッチを行い、6回2分2秒TKO勝ちを収め2度目の防衛に成功した。
2024年3月18日、後楽園ホールでOPBF東洋太平洋スーパーウェルター級1位並びにWBOアジアパシフィック同級8位のウェイド・ライアンとOPBF東洋太平洋およびWBOアジアパシフィック同級タイトルマッチを行い、12回1-0（115-113、114-114×2）の判定で引き分けるも、OPBF王座の初防衛とWBOアジアパシフィック王座の3度目の防衛に成功した。
2024年12月23日付で現役を引退。現役引退後はワールドスポーツジムで選手育成に励むという。

## 獲得タイトル
- 第37代日本スーパーウェルター級王座（防衛1=返上）
- WBOアジアパシフィックスーパーウェルター級王座（防衛0=返上）
- 第35代OPBF東洋太平洋スーパーウェルター級王座（防衛0=返上）
- WBOアジアパシフィックスーパーウェルター級王座（2期目：防衛1）
- 第38代OPBF東洋太平洋スーパーウェルター級王座（防衛1=返上）
- WBOアジアパシフィックスーパーウェルター級王座（3期目：防衛3=返上）

## 戦績
- アマチュアボクシング - 55戦39勝(21KO)16敗
- プロボクシング - 25戦20勝（12KO） 2敗3分

| 戦           | 日付           | 勝敗 | 時間    | 内容    | 対戦相手                           | 国籍           | 備考 |
| ------------ | -------------- | ---- | ------- | ------- | ---------------------------------- | -------------- | --- |
| 1            | 2014年8月2日   | △    | 6R      | 判定0-1 | 永田大士（三迫)                    | 日本           | プロデビュー戦 |
| 2            | 2014年11月14日 | ☆    | 3R 1:18 | KO      | サームソン・ソーメーター           | タイ           | |
| 3            | 2015年2月19日  | ☆    | 6R      | 判定3-0 | 小口幸太（宮田）                   | 日本           | |
| 4            | 2015年4月16日  | ☆    | 2R 0:42 | KO      | クイブリー・シットニワット         | タイ           | |
| 5            | 2015年7月30日  | ☆    | 8R      | 判定2-1 | 成田永生（八王子中屋）             | 日本           | |
| 6            | 2015年11月13日 | ☆    | 8R      | 判定3-0 | 美柑英男（渥美）                   | 日本           | |
| 7            | 2016年4月22日  | ☆    | 8R      | 判定3-0 | エルフェロス・ベガ （MSG平石）     | コロンビア     | |
| 8            | 2016年9月4日   | ☆    | 3R 0:34 | TKO     | ファーサンハン・オーベンジャマッド | タイ           | |
| 9            | 2016年11月11日 | ☆    | 2R終了  | TKO     | 李贊浩                             | 韓国           | |
| 10           | 2017年1月14日  | ☆    | 8R      | 判定3-0 | 渡部あきのり（角海老宝石）         | 日本           | |
| 11           | 2017年4月25日  | ☆    | 7R 1:10 | TKO     | 斉藤幸伸丸（輪島功一スポーツ）     | 日本           | 日本スーパーウェルター級王座決定戦 |
| 12           | 2017年8月10日  | ☆    | 8R 1:52 | TKO     | 長濱陸（白井・具志堅）             | 日本           | 日本王座防衛1→返上 |
| 13           | 2017年11月10日 | ☆    | 8R 2:51 | KO      | ラーチャシー・シットサイトーン     | タイ           | OPBF東洋太平洋スーパーウェルター級タイトルマッチ・WBOアジアパシフィックスーパーウェルター級王座決定戦 OPBF・WBOアジア太平洋王座獲得→返上 |
| 14           | 2018年4月26日  | ☆    | 12R     | 判定3-0 | 野中悠樹（井岡）                   | 日本           | IBFスーパーウェルター級2位決定戦 |
| 15           | 2019年1月26日  | ★    | 12R     | 判定0-3 | ハイメ・ムンギア                   | メキシコ       | WBO世界スーパーウェルター級タイトルマッチ                                                                                                |
| 16           | 2019年8月3日   | ☆    | 2R 2:24 | KO      | パトムサック・パトンパトン         | タイ           | WBOアジア太平洋王座決定戦 |
| 17           | 2019年10月19日 | ☆    | 1R 1:39 | TKO     | アニルット・ネルンディ             | タイ           | |
| 18           | 2020年1月18日  | ☆    | 2R終了  | TKO     | 蘇程                               | 中国           | WBOアジア太平洋防衛1 |
| 19           | 2020年11月7日  | ☆    | 8R      | 判定3-0 | ワチュク・ナァツ（マーベラス）     | 日本           | |
| 20           | 2021年11月17日 | ★    | 12R     | 判定0-3 | ティム・チュー                     | オーストラリア | WBOアジアパシフィック・WBOグローバルスーパーウェルター級王座統一戦 WBOアジア太平洋王座陥落                                               |
| 21           | 2022年6月4日   | ☆    | 10R     | 判定3-0 | ワチュク・ナァツ（マーベラス）     | 日本           | |
| 22           | 2022年11月5日  | ☆    | 6R 2:31 | TKO     | 丸木凌介（天熊丸木）               | 日本           | OPBF・WBOアジアパシフィックスーパーウェルター級王座決定戦                                                                                |
| 23           | 2023年5月13日  | △    | 12R     | 判定1-1 | ウェルジョン・ミンドロ             | フィリピン     | WBOアジア太平洋防衛1 |
| 24           | 2023年10月12日 | ☆    | 6R 2:02 | TKO     | サェンガナン・シットサイトーン     | タイ           | WBOアジア太平洋防衛2 |
| 25           | 2024年3月18日  | △    | 12R     | 判定1-0 | ウェイド・ライアン                 | オーストラリア | WBOアジア太平洋防衛3・OPBF防衛1 |
| テンプレート |                |      |         |         |                                    |                | |